# Estación de Príncipe de Vergara
Príncipe de Vergara es una estación de las líneas 2 y 9 del Metro de Madrid situada bajo la intersección de la Calle de Alcalá y la calle Príncipe de Vergara (de la que toma el nombre), en el barrio de Goya (distrito Salamanca).

## Historia
La estación fue inaugurada el 14 de junio de 1924 se abrieron al público los andenes de la línea 2 con el primer tramo inaugurado de la misma. La estación está a muy poca profundidad, sus andenes se ubican bajo la calle Alcalá, al este del cruce con la calle Príncipe de Vergara, y el vestíbulo con un único acceso queda al oeste de los andenes. Durante la dictadura de Franco la estación adoptó el nombre de General Mola, igual que la calle. En 1981, durante la alcaldía de Enrique Tierno Galván, la Calle General Mola recuperó su nombre original, pasando a ser la original, Príncipe de Vergara. No obstante la estación continuó con el mismo nombre tres años más.
En 1984 recuperó su nombre original. En los años 70 empezó la construcción de la estación de la línea 9, que incluía un enlace con la estación de Velázquez nunca aprovechado. La estación fue abierta al público mucho después de empezar su construcción por el periodo de crisis que sufrió la red tras 1975. Los andenes están a mayor profundidad y bajo la calle Príncipe de Vergara. y se abrió al público el 24 de febrero de 1986 dentro del tramo central de línea que unía los tramos norte y sur ya en funcionamiento.
Entre los días 10 y 25 de agosto de 2019 la estación estuvo cerrada por obras de modernización, por lo que los trenes pasaban de largo sin hacer parada en ella.
Ha sido reformada para hacerla accesible mediante la instalación de seis nuevos ascensores, cuyas obras han finalizado en julio de 2021.
Entre el 5 de agosto y el 7 de septiembre de 2023, actuó como cabecera de la línea 9 por el cierre del tramo Colombia-Príncipe de Vergara, cortado por obras. Se estableció un Servicio Especial de autobús gratuito entre ambas estaciones.

## Accesos
Vestíbulo Príncipe de Vergara
- Alcalá C/ Alcalá, 125 (esquina C/ Príncipe de Vergara)

Vestíbulo Príncipe de Vergara-Ascensor
- Ascensor 1 C/ Príncipe de Vergara, 7
- Ascensor 2 C/ Príncipe de Vergara, 5

## Líneas y conexiones

### Metro

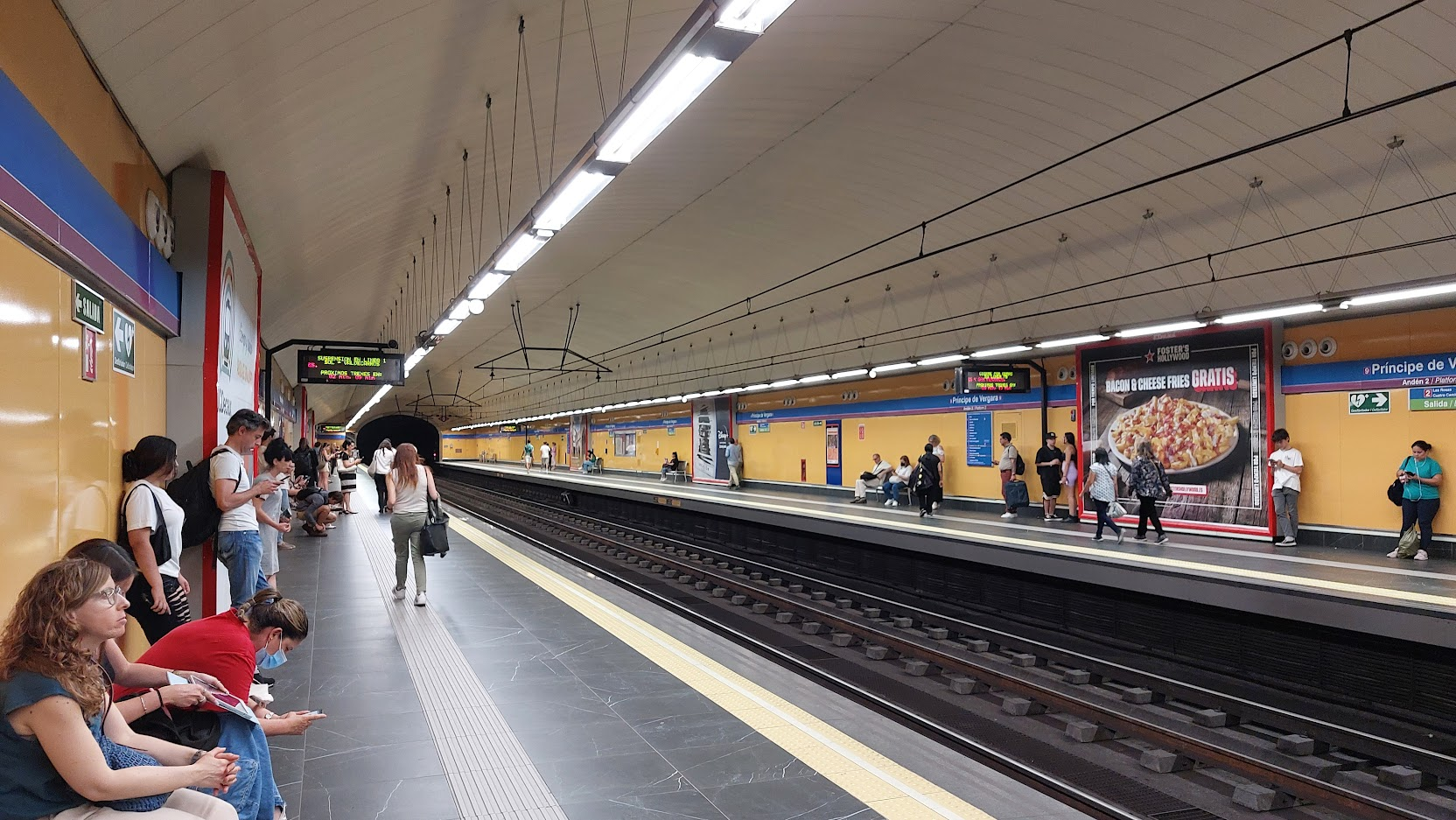
Andenes de la línea 9 después de ser renovados

| << cabecera   | < estación      | línea | estación > | cabecera >>                                         |
| ------------- | --------------- | ----- | ---------- | --------------------------------------------------- |
| Las Rosas     | Goya            |       | Retiro     | Cuatro Caminos                                      |
| Paco de Lucía | Núñez de Balboa |       | Ibiza      | Arganda del Rey Cambio de tren en Puerta de Arganda |

### Autobuses
| Diurnos   |                       |                                                         |
| Línea     | Destino               | Parada                                                  |
| 29        | Manoteras             | 2225 PRÍNCIPE DE VERGARA-JORGE JUAN                     |
| 52        | Santamarca            | 2225 PRÍNCIPE DE VERGARA-JORGE JUAN                     |
| 29        | Felipe II             | 2226 PRÍNCIPE DE VERGARA-JORGE JUAN (C/ Jorge Juan, 56) |
| 52        | Sol / Sevilla         | 4925 PRÍNCIPE DE VERGARA-JORGE JUAN                     |
| 15        | La Elipa              | 751 ESCUELAS AGUIRRE-CASA ÁRABE (C/ Alcalá, 70)         |
| 146       | Los Molinos           | 751 ESCUELAS AGUIRRE-CASA ÁRABE (C/ Alcalá, 70)         |
| 15        | Sol / Sevilla         | 778 METRO PRÍNCIPE DE VERGARA (C/ Alcalá, 127)          |
| 146       | Callao                | 778 METRO PRÍNCIPE DE VERGARA (C/ Alcalá, 127)          |
| 152       | Méndez Álvaro         | 778 METRO PRÍNCIPE DE VERGARA (C/ Alcalá, 127)          |
| 152       | Felipe II             | 5231 O DONNELL-RETIRO (Av. Menéndez Pelayo, 7)          |
| Nocturnos |                       |                                                         |
| Línea     | Destino               | Parada                                                  |
| N2        | Valdebebas            | 751 ESCUELAS AGUIRRE-CASA ÁRABE                         |
| N3        | Feria de Madrid       | 751 ESCUELAS AGUIRRE-CASA ÁRABE                         |
| N5        | Colonia Fin de Semana | 751 ESCUELAS AGUIRRE-CASA ÁRABE                         |
| N7        | Valderrivas           | 751 ESCUELAS AGUIRRE-CASA ÁRABE                         |
| N2        | Cibeles               | 4055 ESCUELAS AGUIRRE-CASA ÁRABE (C/ Alcalá, 107)       |
| N3        | Cibeles               | 4055 ESCUELAS AGUIRRE-CASA ÁRABE (C/ Alcalá, 107)       |
| N5        | Cibeles               | 4055 ESCUELAS AGUIRRE-CASA ÁRABE (C/ Alcalá, 107)       |
| N7        | Cibeles               | 4055 ESCUELAS AGUIRRE-CASA ÁRABE (C/ Alcalá, 107)       |